# Бопалска катастрофа
Бопалска катастрофа одиграла се 3. децембра 1984. у индијском граду Бопалу, престоници државе Мадја Прадеш. У фабрици америчког хемијског концерна Јунион карбајд дошло је до техничког квара, при чему је више тона отровног гаса метилизоцијаната доспело у атмосферу. Око 4 хиљаде људи је умрло од последица тровања гасом. Хиљаде других је трајно оболело од удисања отровног гаса. То је највећа до сада забележена хемијска катастрофа у свету и једна од најпознатијих еколошких несрећа у људској историји. 

## Догађаји
Индија је земља, као и многе сличне њој, са нескривеним задовољством поздравила 1977. године почетак градње хемијске фабрике за производњу пестицида Јунион карбајд-Индија (Union-Carbide-India), једне од најпознатијих мултинационалних компанија са седиштем у САД, видећи у њој шансу за ефикаснију пољопривреду. Постројења у Бопалу била су део Индијске зелене револуције која је за циљ имала повећање производње житарица.
Бопал је изабран због његовог централног положаја у Индији, великој језера који обезбеђује довољне количине воде, довољне количине електричне енергије и јевтине радне снаге. Све до 1979. године у Индију се увозио метилизоцијанат, а затим је почела његова производња.
У ноћи између 2. и 3. децембра 1984. године, дошло је до одвијања опасне хемијске реакције када је велика количина воде продрла у резервоар МИЦ број 610. Цурење су први пут детектовали радници у 23:30 часова када су почеле да им сузе и пеку очи. Они су о томе обавестили свог надзорника који је пропустио да предузме одређене мере, а када је то учинио било је прекасно. За то време, велика количина од око 40 тона метилизоцијаната, потекла је из резервоара и у току око 2 сата доспела у ваздух, ширећи се низ ветар. С обзиром на то да је спољашња температура износила око 14 °C гас се хладио и доспевао у приземне слојеве ваздуха.
Хиљаде људи је изгубило живот (процењује се око 4.000) током спавања или услед панике која је настала због отровног гаса, а хиљаде других је отровано и повређено (процене се крећу изнад бројке од 400.000). Највише су погођени делови града са страћарама које су окруживале фабрику, а жртве су скоро искључиво биле из редова сиромашног становништва. Процена броја умрлих и повређених креће се у веома широким границама. Сиромашна документација, сахрањивања у масовне гробнице и кремације, као и супротстављена медицинска мишљења, говоре о томе да се тачан број жртава никада неће установити.
О последицама по животну средину које се могу повезати са ослобађањем метилизоцијаната нема много података. У постојећим извештајима се говори о угинућу стоке (око 4.000), паса, мачака и птица. Биљни свет је такође озбиљно погођен. Дефолијације су посебно забележене у нижим областима.
Средином јуна 1985. године, министар здравља Индије је саопштио да је код 36 трудница дошло до спонтаног побачаја, да је 21 беба рођена са деформитетима, а да су забележена и 27 мртворођења. Почетне аутопсије су током прве четири недеље указале на губитак црвене боје плућа, примарног циљног органа, масивни едем, емфизем и хеморагију плућа, церебрални едем и аноксично оштећење мозга.